# Johannes Gabriel Granö
Johannes Gabriel Granö, est un géographe finlandais qui développe la méthodologie de l'aménagement paysager et de la géologie en particulier. Recteur de l'université de Turku, de 1932 à 1934, il fait de nombreuses expéditions en Mongolie et dans les montagnes de l'Altaï.

## Biographie
Johannes Gabriel Granö nait à Lapua le 14 mars 1882. Il fait ses études à l'université impériale Alexandre à Helsinki, à partir de 1900, dans le domaine de la botanique, mais il change et s'oriente vers la géographie. Ses autres sujets seront la biologie et la géologie. Jeune étudiant, il passe ses vacances en Sibérie, où son père travaille comme prêtre pour la population finlandaise à Omsk, de 1901 à 1913. Il y observe l'environnement et rédige sa première publication scientifique, publiée en 1905 dans la revue Fennia (en). Le sujet en est les colonies finlandaises en Sibérie.
Johannes Gabriel Granö reçoit des bourses de la Société finno-ougrienne et effectue trois voyages d'exploration dans le nord de la Mongolie, les montagnes d'Altaï et les monts Saïan, en 1906, 1907 et 1909. Ses recherches se concentrent progressivement sur les effets de la glaciation sur la morphologie des montagnes.
En 1919, il devient professeur à l'université de Tartu. Il y fonde un département et organise l'enseignement en langue estonienne. En 1923, il lui est proposé un poste de professeur à l'université d'Helsinki ainsi que la rédaction de l'Atlas de Finlande. On lui demande rapidement de déménager à Turku où une université finlandaise est créée. Il y dispose de plus de temps pour faire ses propres recherches.
Johannes Gabriel Granö développe le concept de la géographie pure en tant que sujet unique de la recherche géographique. Il crée une méthodologie de travail pour définir et classer les paysages, non seulement sur la base de la géomorphologie mais aussi en tenant compte des masses d'eau, de la végétation et de l'impact humain. Il publie beaucoup de ses ouvrages en allemand, ce qui fait qu'il est plus connu par les germanophones. Ce n'est que pendant la Première Guerre mondiale qu'il publie quelque chose en français.
Les photographies prises par Johannes Gabriel Granö,  dans le cadre de son travail de terrain, dans les montagnes de l'Altaï en Asie centrale, mais aussi dans les colonies finlandaises en Sibérie, dans les steppes de la Sibérie occidentale et en Mongolie, en particulier dans le but d'étudier les habitants de ces régions, ont été données à la Société littéraire finlandaise et une partie d'entre elles a été présentée dans une exposition au musée d'art d'Helsinki, en 2002.
Il meurt à Helsinki, le 23 février 1956.

## Distinctions et hommages
- Ordre de l'Étoile blanche d'Estonie de 3e classe, 1939.
- L'astéroïde (1451) Granö est nommé en son honneur.